# Fontana di San Francisco
La Fontana di San Francisco è una scultura in bronzo e una fontana del 1970 di Ruth Asawa, situata fuori dal Grand Hyatt San Francisco nel centro di San Francisco, California, Stati Uniti.

## Descrizione e storia
La scultura a forma di cilindro, che funge da parete esterna del bacino della fontana, presenta scene in bassorilievo di San Francisco, "eccentricamente interconnesse". Misura circa 2,3 m di altezza, con un diametro di 4,9 m ed è incastonata in una base di scale in mattoni. Albert Lanier è stato l'architetto; tra gli assistenti accreditati figurano Aiko Asawa, Haru Awara, Mae Lee, Mei Mei, Hector Villanueva e Sally Woodbridge.
Scrivendo su The Journal of Modern Craft, Sue Archer ha descritto la genesi della fontana:
Il lavoro è stato esaminato ed etichettato come "trattamento necessario" dal programma Save Outdoor Sculpture! della Smithsonian Institution nel settembre 1992.
Nel maggio 2016 Apple Inc. ha completato la costruzione di un nuovo negozio monomarca all'angolo nord-ovest di Post e Stockton Street. Il progetto prevedeva la ristrutturazione dello spazio pubblico situato tra il nuovo negozio e un hotel all'angolo sud-ovest di Sutter e Stockton Street. Lo spazio aperto pubblico rinnovato ora comprende tavoli in legno, sedie, fioriere con alberi, un "muro vivente", una nuova scultura multicolore "LOVE" e la Fontana di San Francisco di Ruth Asawa. Nell'ambito del progetto sono stati eseguiti alcuni lavori di restauro e conservazione della fontana.

## Galleria d'immagini

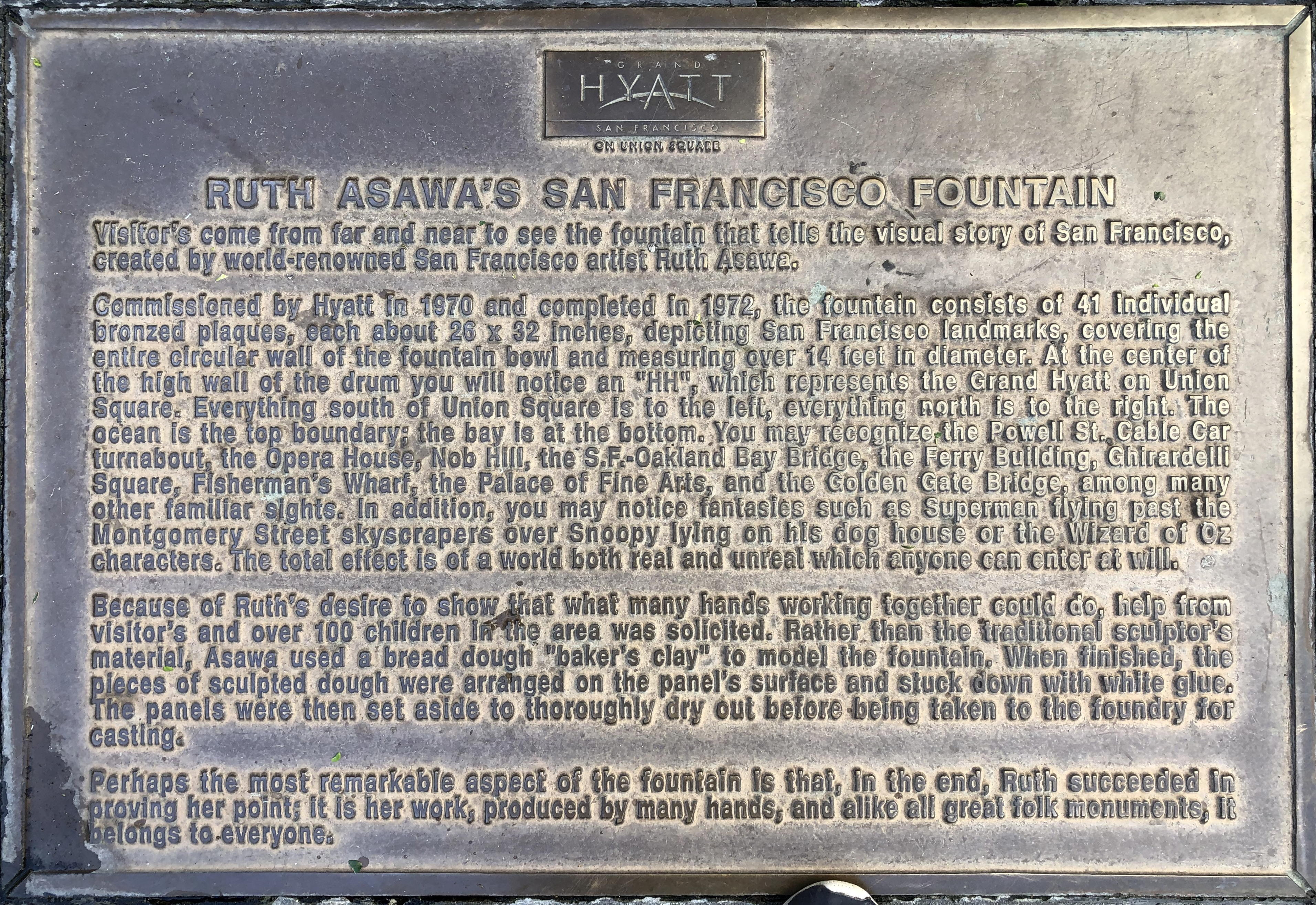
Targa sul marciapiede per la Fontana di San Francisco di Ruth Asawa.
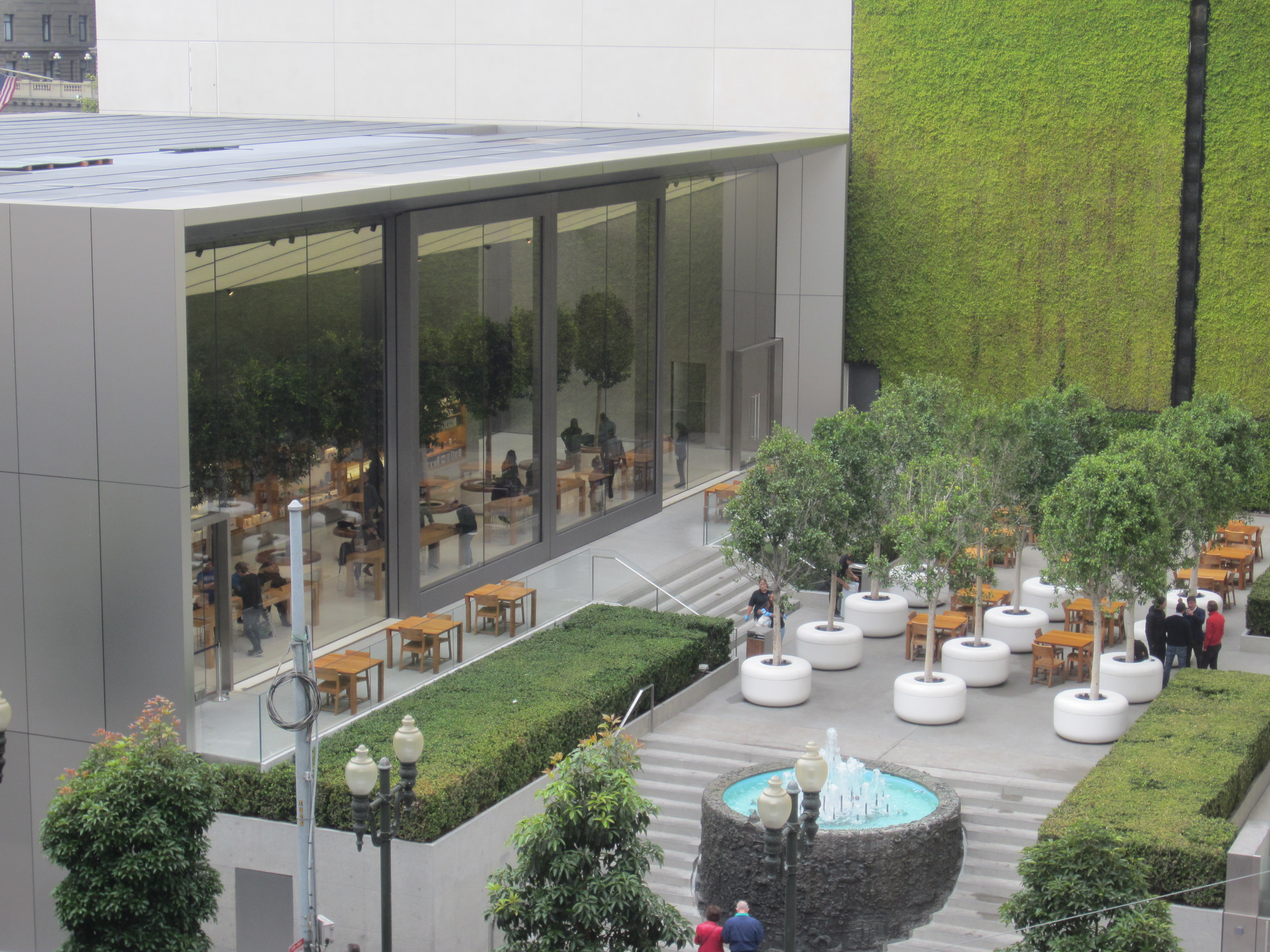
Apple Store su Union Square, ingresso sul retro e piazza.
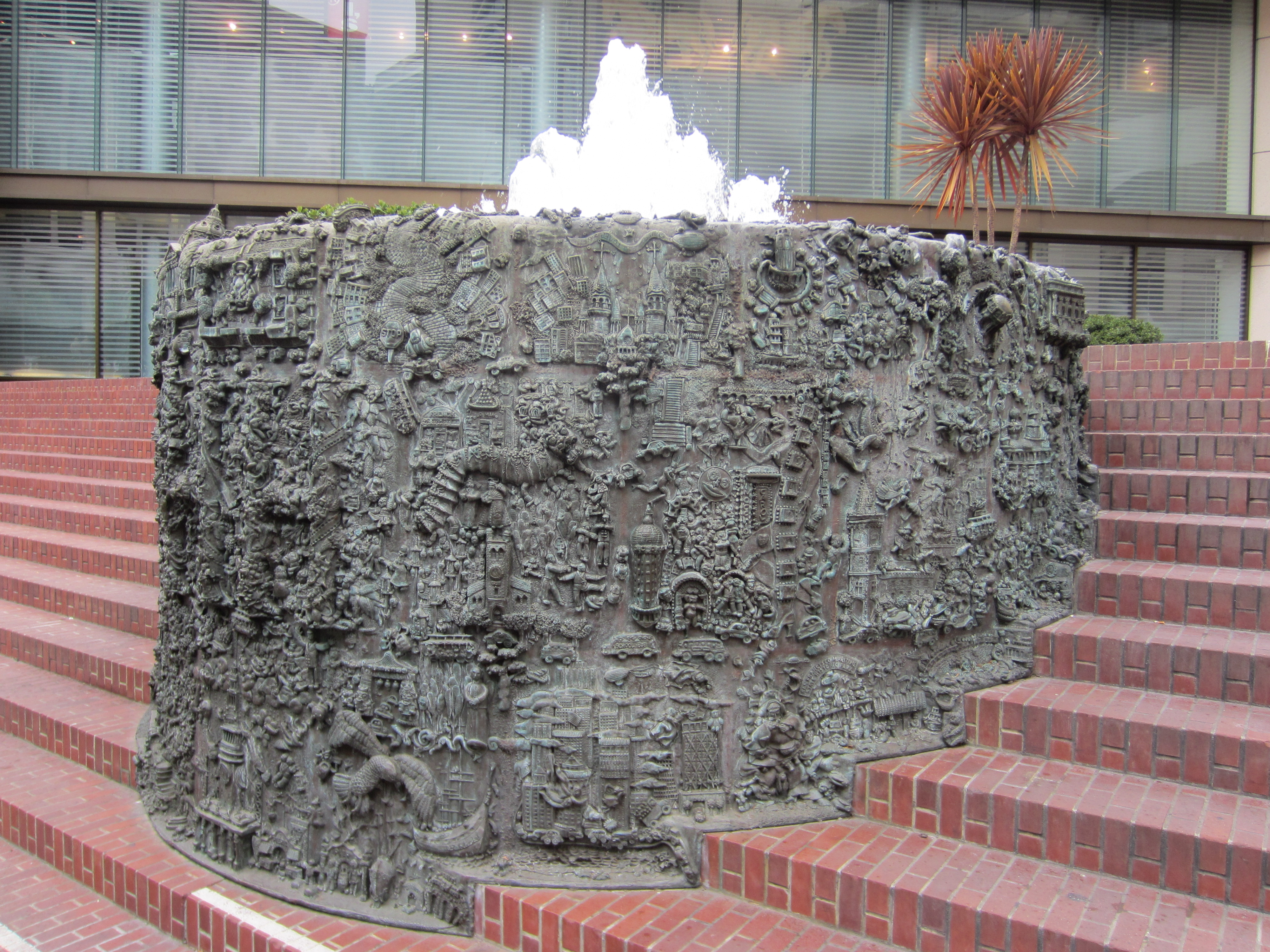
La fontana nel 2013.
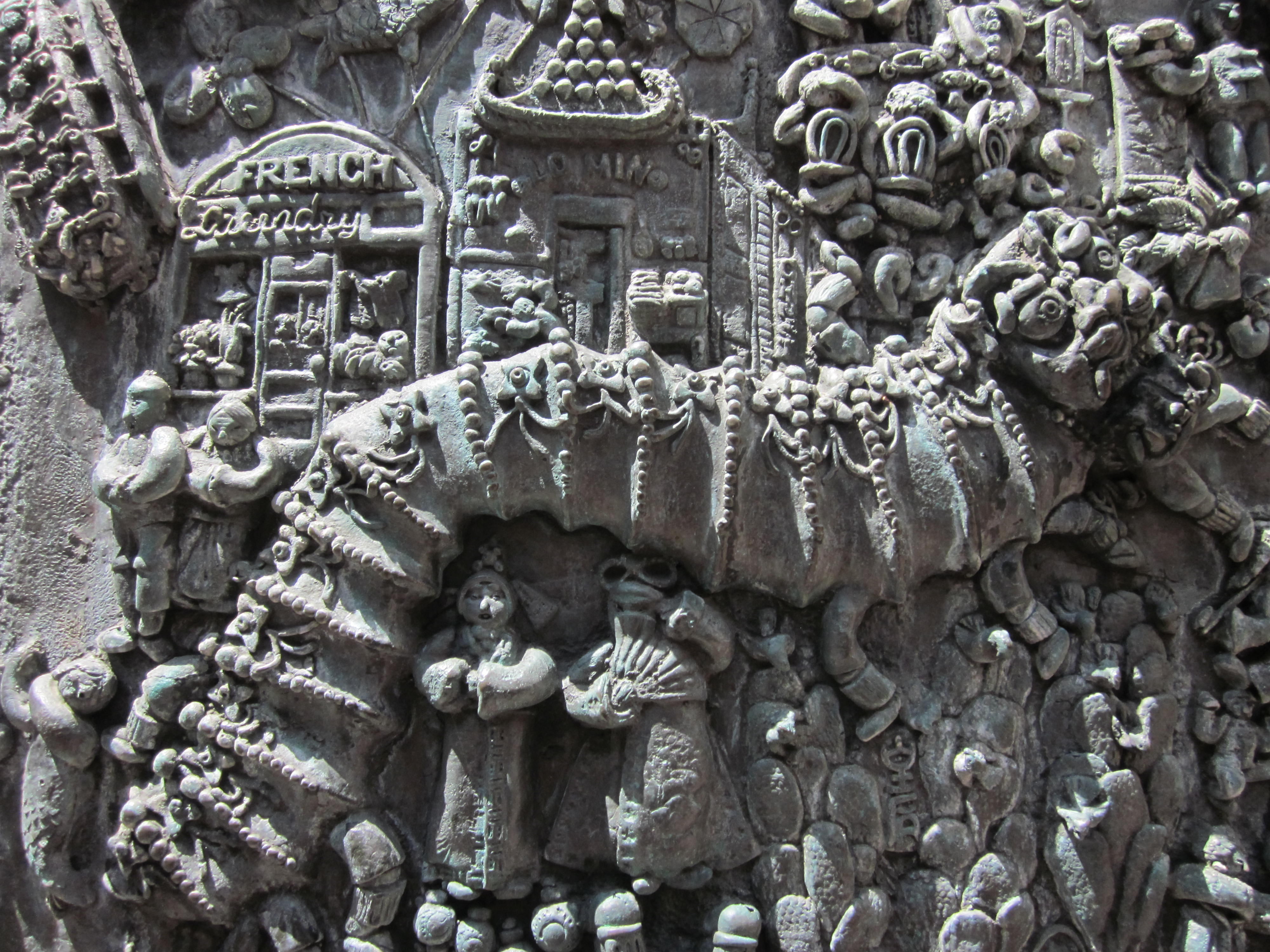
Particolare: Drago cinese